# Kanon
Kanon (яп. カノン Канон) — японский визуальный роман, разработанный компанией Key и выпущенный для PC 4 июня 1999 года. Позже были выпущены версии игры, не содержавшие эротических сцен, а также было осуществлено портирование на платформы Dreamcast, PlayStation 2 и PlayStation Portable. Kanon стал первой игрой, выпущенной новообразованной компанией Key, сотрудники которой ранее принимали участие в создании других игр этого же жанра. Визуальный роман состоит из пяти сюжетных арок по числу главных героинь произведения и повествует о событиях, связанных с возвращением в город спустя семь лет старшеклассника Юити Айдзавы.
На основе историй каждой из героинь студией Toei Animation был выпущен одноимённый аниме-сериал, транслировавшийся с 31 января по 28 марта 2002 года на различных телеканалах Японии. В 2006 году студией Kyoto Animation была выпущена вторая адаптация, в которой в два раза увеличено количество серий по сравнению с предшественником. Помимо экранизаций, в период с 1999 по 2006 год выпускались и иные адаптации визуального романа в формате ранобэ, манги и радиопостановок. Кроме того, отдельно были изданы диски с записями музыкального сопровождения игры в различной аранжировке.
Визуальный роман стал одним из первых представителей особого поджанра подобных игр, получивших название «накигэ», на волне популярности которого компания Key продолжила выпуск аналогичной продукции.

## Игровой процесс

Игровой экран в Kanon. Сцена диалога с Аю Цукимией

По аналогии с другими представителями жанра визуальных романов, игровой процесс Kanon отличается низким уровнем интерактивности и состоит из сцен со статичными двумерными изображениями персонажей в перспективе от первого лица, во время которых подаются диалоги в виде сопутствующего текста. Повествование ведётся от лица главного героя произведения — Юити Айдзавы — и включает как сцены текущих событий, так и фрагменты воспоминаний персонажа. В определённые разработчиками моменты воспроизведение текста прекращается, и игроку предлагается сделать выбор из нескольких вариантов действий, определяющих дальнейшее течение событий. Подобные решения влияют на развитие отношений главного героя с ключевыми женскими персонажами (Наюки, Макото, Май, Сиори и Аю).
Визуальный роман структурно разделён на пять сюжетных арок (по одной на каждую из героинь), переход на которые осуществляется в зависимости от выборов, совершённых игроком в общем введении. В игре отсутствует строгий порядок прохождения сюжетных арок, и каждая из них является самостоятельной историей отношений выбранной девушки с Юити и имеет единственную положительную концовку, по итогу которой между главным героем и выбранной героиней начинаются романтические отношения, а также несколько плохих в случае принятия игроком неверных решений. Большая часть сюжетной информации доступна с первого же прохождения и не требует дополнительного запуска той же сюжетной арки. Единственным исключением является концовка Май, завершив которую, игроку в сюжетной арке этой же героини предоставляется возможность прочесть побочную историю её подруги — Саюри Кураты. После завершения прочтения одной сюжетной арки для перехода на оставшиеся игрок вынужден начинать прохождение с введения и принимать иные решения в выборах, дабы изменить направление развития истории. Виденные ранее сцены доступны к пропуску с помощью автоматической перемотки текста.
Различные версии игры отличаются друг от друга наличием или отсутствием интимных сцен в сюжетных арках между Юити и соответствующими героинями, при этом, по словам сценаристов, содержание интимных сцен не влияет на общее понимание игроком фабулы. В меню визуального романа имеется каталог изображений, заполняемый по мере демонстрации читателю новых сцен, с иллюстрациями некоторых из них.

## Сюжет
Главный герой произведения — ученик второго класса старшей школы Юити Айдзава — после отъезда своих родителей за границу в начале января переезжает в город на север Японии к своей тёте Акико Минасэ. В её доме Юити ранее периодически гостил на каникулах, но не приезжал туда уже семь лет. Вернувшись, герой обнаруживает, что по неизвестной причине не имеет практически никаких воспоминаний о своём прошлом в этом городе. Он устраивается в местную школу в класс, где учится его двоюродная сестра и ровесница — Наюки Минасэ. Постепенно Юити знакомится с некоторыми девушками, большинство из которых, как выясняется позже, были связаны с Юити в прошлом.
В зависимости от принятых игроком решений в этот момент Юити начинает уделять большее внимание одной из главных героинь, и происходит ветвление игры на пять соответствующих сюжетных арок.

### Персонажи
Юити Айдзава (яп. 相沢 祐一 Айдзава Ю:ити) — главный герой-рассказчик. Легко влился в коллектив новой школы. Не любит морозную погоду. Регулярно подшучивает над окружающими его девушками, которым в случае необходимости стремится помочь.

Главные героини Kanon в аниме-сериале 2006 года (слева направо сверху вниз): Наюки Минасэ, Сиори Мисака, Аю Цукимия, Макото Саватари, Май Кавасуми

Сэйю: Ацуси Кисаити (экранизация 2002 года); Томокадзу Сугита (PSP-версия игры, экранизация 2006 года).
Наюки Минасэ (яп. 水瀬 名雪 Минасэ Наюки) — двоюродная сестра Юити, дочь Акико Минасэ. Капитан легкоатлетической команды школы. Любит кошек, несмотря на аллергию на их шерсть, а также блюда из клубники. Отличается высокой сонливостью по утрам. С детства влюблена в Юити, но семь лет назад была отвергнута им после признания. В своей сюжетной арке сближается с Юити через совместное домашнее обучение, а также после дорожного инцидента, произошедшего с её матерью, из-за которого Наюки впала в глубокую депрессию.
Сэйю: Марико Кода.
Макото Саватари (яп. 沢渡 真琴 Саватари Макото) — девушка, ничего не помнящая о своём прошлом. Напала на Юити во время его прогулки в торговом квартале города, но упала в голодный обморок, после чего была принесена главным героем в дом Минасэ, где и осталась жить. Любит никуманы и читать мангу. В затруднительных для себя ситуациях произносит «Ау» (яп. あう). По ходу её арки Юити выясняет, что Макото является лисицей, которую он подобрал в детстве, но был вынужден отпустить в конце своих каникул, а она решила превратиться в человека, чтобы снова встретиться с ним. Постепенно Макото теряет человеческие способности к моторике и речи, в это время за ней постоянно ухаживает главный герой. Юити проводит с Макото бутафорскую свадьбу, после чего она окончательно исчезает, утратив последние силы, чтобы поддерживать себя в форме человека.
Сэйю: Маюми Иидзука.
Май Кавасуми (яп. 川澄 舞 Кавасуми Май) — ученица выпускного класса школы, в которой обучается главный герой. Неразговорчива, любит гюдон. Ежедневно приходит в школу по ночам, где при помощи меча охотится на населяющих её пять бестелесных демонов. Впервые встретилась с Юити в одну из таких ночей, когда главный герой пробрался в свой класс за забытой тетрадью. Имеет близкую подругу Саюри Курату, которую всеми силами стремится защитить. В её сюжетной арке Юити решает помочь Май в охоте на демонов, однако после изгнания понимает, что причиной их появления является сама девушка, которая обладает сверхъестественной силой к исцелению, но из-за остракизма окружающих была вынуждена переехать в этот город. Главный герой вспоминает, что в детстве был дружен с Май и обещал ей вернуться, после чего помогает ей примириться со своей способностью.
Сэйю: Юкари Тамура.
Сиори Мисака (яп. 美坂 栞  Мисака Сиори) — ученица первого класса школы, в которой учится Юити, сестра его одноклассницы Каори Мисаки. Любит мороженое, которое ест даже зимой. Неизлечимо больна, из-за чего от неё отвернулась сестра. На момент встречи с Юити решила покончить жизнь самоубийством, для чего купила канцелярский нож, чтобы вскрыть себе вены. Познакомившись с Юити, начинает приходить в его школу и общаться с ним во время обеденного перерыва. Узнав о болезни Сиори, главный герой решает восстановить её отношения с сестрой. Также он развлекает Сиори совместными свиданиями и организует ей празднование дня рождения, до которого, по мнению врачей, она не должна была дожить. На следующий день Сиори падает в обморок на руках Юити, после чего её увозят в больницу, где спустя несколько дней она неожиданно исцеляется от своего заболевания.
Сэйю: Акэми Сато (экранизации, PSP-версия игры); Хироко Кониси (PS2-версия игры).
Аю Цукимия (яп. 月宮 あゆ Цукимия Аю) — низкорослая девушка, носящая на спине рюкзак с крыльями. Любит тайяки, которые часто ворует. При обозначении себя использует местоимение боку (яп. 僕), характерное для речи юношей, а также постоянно употребляет в речи междометие «Угу» (яп. うぐぅ). После встречи они с Юити вспоминают, что были знакомы ранее, и главный герой соглашается помочь Аю в поисках потерянного ею неизвестного предмета. Им оказалась фигурка ангела, подаренная Юити ей в детстве, на которой герой поклялся исполнить желания Аю. Семь лет назад во время совместной игры последняя упала с дерева, а Юити, решив, что та погибла, от горя потерял память о тех событиях. После рассказа Юити о своих воспоминаниях Аю исчезает, однако от своей тёти Акико он узнаёт, что всё это время девушка находилась в коме в местной больнице. Придя в учреждение, Юити обнаруживает, что Аю только что сумела прийти в себя.
Сэйю: Юи Хориэ.

## История создания
Изначально основная часть команды разработчиков будущего визуального романа Kanon занималась производством игр этого же жанра под брендом Tactics, принадлежавшим компании Nexton. Однако после выпуска в середине 1998 года One: Kagayaku Kisetsu e, из-за трений на почве выбора направления новых игр бренда, некоторые из создателей этого визуального романа решили перейти к другому издателю в надежде получить больше свободы при производстве, для чего обратились к своей знакомой — Итару Хиноуэ, работавшей в тот момент иллюстратором для Visual Art’s. Хиноуэ не отказала в просьбе представителям Nexton и представила их руководителю Visual Art’s Такахиро Бабе, который после переговоров согласился создать для этих сотрудников в компании новое подразделение под своим началом. Уже 21 июля 1998 года оно было зарегистрировано как компания Key и приступило к своему первому проекту, получившему название Kanon по одноимённой музыкальной форме.
В команде разработчиков были распределены отдельные сферы деятельности — так, Наоки Хисая и Дзюн Маэда стали ответственными за написание сценария будущей игры. Хисая одновременно с этим занимался созданием основной сюжетной концепции, составлял задания для иллюстраторов и программистов, а также выбрал игровой движок. По его словам, первоначально он планировал сделать историю с совершенно иным сюжетом, но за сутки до отправки предварительного проекта в Visual Art’s решил остановить свой выбор на наброске сценария, где некая девушка-призрак ожидала бы главного героя. Этот вариант был утверждён Такахиро Бабой, после чего Хисая расширил перечень женских персонажей под стандарты романтического эроге. Сценаристы разделили между собой сюжетные арки: Хисае достались истории Аю, Сиори и Наюки, а Маэде — Макото и Май. По словам Маэды, работа велась в атмосфере согласия — было решено все арки выполнить с грустной фабулой, а также включить различные мистические элементы не только в арку Аю, но и Макото с Май. Из-за выбранных особенностей характера Май в её сценарий для поддержания интереса публики была добавлена Саюри, ставшая близкой подругой этого персонажа. По словам Хисаи, каждой из историй героинь придавался дополнительный символизм, а Маэда подчеркнул, что старался вводить в текст подсказки для игроков о возможных концовках игры, несмотря на желание его коллеги оставлять простор для домыслов. В процессе написания сценария было решено добавить некоторым героиням речевые клише, как, например, «угу» для Аю, а также прописать каждой из них по какому-то любимому блюду. Хисае не нравилась идея с возможными чудесными положительными концовками без причины, потому все сценарные ходы тщательно выверялись по внутренней логике, и кроме того, автор испытывал сложности с описанием повседневного быта героев, поскольку из-за однообразности считал такую работу неприятной. Сценаристы отметили, что большое количество времени было потрачено на объединение их наработок по причине того, что в ряде арок побочные персонажи получали слишком мало экранного времени. Тем не менее, по признанию Хисаи, если бы у него появилась возможность создать сценарий Kanon заново, то он постарался сделать бы его значительно более весёлым.
Основным техническим заданием, поставленным перед иллюстраторами, было создание «фантастической женской атмосферы». Во время первичной проработки внешности персонажей Хиноуэ стремилась подобрать цвет глаз и причёску героинь под их характер, экспериментируя с цветовой гаммой, однако в процессе разработки от первоначальных эскизов героинь эти параметры сохранились лишь в случаях Май, Аю и Наюки, все же прочие варианты были пересмотрены. Принцип работы над изображениями сцен строился от уже готового текстового сценария, где отмечалось место для возможной вставки изображения, на основе которого создавались карандашные эскизы и после подвергались окрашиванию, — причём на каждом из этапов вариант иллюстрации обсуждался коллегиально всем составом Key. Наиболее трудными, по мнению Хиноуэ, являлись спрайты Май, в случае которых необходимо было отобразить движение персонажа вместе с мечом. Поскольку иллюстратор испытывала серьёзные трудности с изображением оружия, решено было сделать его более тонким по сравнению с реальным и использовать Дзюна Маэду как натурщика при постановке поз. Школьная форма героинь была полностью придумана Хиноуэ без каких-либо реальных прототипов, однако, по её признанию, костюмы мужских персонажей вышли довольно странными. Мираклу Микипону было поручено создать половину сценических изображений, а также подобрать к эскизам тип освещения и блики к глазам персонажей. Основная работа по окрашиванию была выполнена в графическом редакторе Adobe Photoshop, который был выбран за возможность лёгкого изменения оттенков и насыщенности цвета, а также благодаря наличию системы слоёв. Миракл Микипон также подготовил к изданию бонусные эротические изображения героинь, которые в итоге не вошли в выпущенную версию из-за невысокой ёмкости использованных компакт-дисков. Редактор Синори занималась изменениями цветовой гаммы иллюстраций под вечернее и ночное время, а фоновые изображения были подготовлены художником с псевдонимом Торино.
Музыкальное сопровождение было поручено написать OdiakeS, Синдзи Орито, а также сценаристу Дзюну Маэде, с детства мечтавшего попробовать себя в роли композитора для компьютерных игр. Кроме музыки, Маэде также были поручены написание текста к финальной песне и выбор названий для созданных композиций. Однако уже во время записи песни было выяснено, что предложенная Маэдой мелодика речи в «Last regrets» вышла за рамки вокального диапазона приглашённой певицы Аяны, из-за чего Орито был вынужден полностью переписать текст. Музыкальные композиции создавались композиторами под влиянием саундтрека к фильму «Титаник», а также творчества музыкантов BT и Chicane, с учётом того, чтобы фоновые мелодии можно было использовать и в сценах повседневной жизни героев. Запись звуков и композиций была произведена на Хоккайдо при помощи синтезатора Yamaha EX5R. Сложности возникли при записи эффекта падения предметов в снег вне помещения — из-за мороза произошло отключение микрофонов, позже эту операцию повторяли уже в помещении.

## Издания
| Системные требования | Системные требования     | Системные требования     |
| -------------------- | ------------------------ | ------------------------ |
|                      | Рекомендации             |                          |
| Microsoft Windows    |                          |                          |
| ОС                   | Windows 98, ME, 2000, XP | Windows 98, ME, 2000, XP |
| ЦПУ                  | Pentium II (300 MHz)     | Pentium II (300 MHz)     |
| Объём ОЗУ            | 64 MB                    | 64 MB                    |
| Место на диске       | 700 ΜB                   | 700 ΜB                   |
| Видеокарта           | Поддержка DirectX 5.0    | Поддержка DirectX 5.0    |

4 июня 1999 года визуальный роман был официально выпущен для PC на компакт-дисках в стандартном и ограниченном изданиях; последнее отличалось наличием в своём составе ремиксового альбома музыкальных композиций игры anemoscope в аранжировке Магомэ Тогоси, а также сувенирной продукции. 7 января 2000 года состоялся выпуск версии игры, из которой были вырезаны все хентайные сцены для снижения возрастного рейтинга, а также добавлены новые иллюстрации. 14 сентября того же года издательство NEC Interchannel опубликовало портированную версию игры без эротического содержания для платформы Dreamcast, а 28 февраля 2002 года выпустило аналогичный порт и на PlayStation 2. Только в первую неделю продаж было реализовано 42 379 копий игры в версии для Dreamcast, а к 2007 году общее число проданных копий всех версий перевалило за 300 тысяч.
Начиная с 2004 года, стали производиться выпуски дополнительных серий визуального романа на других носителях. 26 ноября 2004 года стандартная версия игры с дополнительными сценами была переиздана на DVD-носителе для персональных компьютеров, а 28 января 2005 года — и версия игры для возрастной группы B по рейтингу CERO. 22 декабря 2004 года произошёл перевыпуск Kanon и на платформе PlayStation 2 в рамках категории игр «The Best». В 2009 году Kanon в цензурированной форме включался в сборники игр компании Key — Key 10th Memorial Box, содержавший обновлённые версии игр под операционную систему Windows Vista, и Key 3-Part Work Premium Box для PlayStation 2 (вместе с Air и Clannad). 30 апреля 2010 года произошло издание Kanon Memorial Edition, адаптированного для Windows 7. 16 декабря 2011 года адаптированная версия без цензуры была выпущена брендом Visual Art’s «Asoberu! BD-Game» на BD-носителе.
После экранизации визуального романа в формате аниме-сериала студией Kyoto Animation были созданы версии игры с озвучиванием сэйю, первой из которых стала портированная и выпущенная 15 февраля 2007 года на платформе PlayStation Portable от издателя Prototype. Об этом было анонсировано на специально выпущенном по такому случаю DVD, содержавшему запись видео с участием пяти актёров (Томокадзу Сугиты, Марико Коды, Маюми Иидзуки, Акэми Сато и Юко Минагути в роли Акико Минасэ). 9 ноября 2009 года эта версия была загружена для покупки в PlayStation Store.
Помимо персональных компьютеров и игровых приставок, с 2007 года Kanon начал продвижение и на рынок игр для сотовых телефонов, впервые появившись 30 ноября того года в сервисе FOMA компании мобильной связи SoftBank. В 2011 году в течение года Prototype производился выпуск отдельных сюжетных арок для Android, а полная версия на этой платформе была издана уже 30 ноября того же года. 4 апреля 2013 года состоялось премьера игры и для iOS.

## Популярность
Наивысшей позицией исходной версии Kanon в национальном рейтинге бисёдзё-игр по версии японского онлайн-журнала PCNEWS стало второе место, полученное визуальным романом в 1999 году. В течение первых трёх лет Kanon неизменно входил в перечень пятидесяти наиболее популярных игр своего жанра, занимая места в четвёртом десятке в 2002 году. Стандартное издание визуального романа в первую неделю после выпуска в 2004 году вернуло игру в этот рейтинг на 16-ю позицию и удерживало в перечне ещё в течение двух месяцев. Эта же версия для более широкой возрастной категории в 2005 году вновь попала в рейтинг на 42-ю строчку и сохраняла присутствие в нём ещё в течение месяца. Согласно рейтингу, составленному изданием Dengeki G’s Magazine в 2008 году, Kanon стал пятым в числе наиболее популярных визуальных романов за всю историю.
Персонажи Kanon неоднократно использовались в различных додзин-играх. Аю Цукимия и Акико Минасэ были включены в файтинг Glove on Fight разработчика Watanabe Seisakujo вместе с героинями визуальных романов Tsukihime, Di Gi Charat, To Heart и Gunparade March. Вместе с другими персонажами Key героини Kanon вошли в серию файтингов Eternal Fighter Zero производства Twilight Frontier.

## Ранобэ и манга
Сюжет визуального романа был неоднократно адаптирован для других художественных форматов. Первым подобным примером стала новеллизация, осуществлённая писательницей Марико Симидзу и опубликованная издательством Paradigm в пяти томах как ранобэ с иллюстрациями Итару Хиноуэ в период с 1999 по 2000 год. Каждый из томов являлся переложением сюжетной арки игры и получал дополнительное название по имени музыкальной темы главной героини этого сценария в визуальном романе. 23 октября 1999 года был выпущен первый том Yuki no Shoujo (яп. 雪の少女 Юки но сё:дзё, «Снежная девушка»), посвящённый Наюки, за которым последовала книга Egao no Mukougawa ni (яп. 笑顔の向こう側に Эгао но муко:гава ни, «По ту сторону улыбки») о Сиори от 16 декабря. В 2000 году серия продолжилась изданием 30 марта тома по сюжетной арке Май Shoujo no Ori (яп. 少女の檻 Сё:дзё но ори, «Девичья клетка») и The fox and the grapes (с англ. — «Лиса и виноград») 23 мая о Макото. Последним томом ранобэ стала опубликованная 1 августа 2000 года книга по сценарию Аю — Hidamari no Machi (яп. 日溜りの街 Хидамари но мати, «Солнечный город»). В 2009 году серия была переиздана импринтом компании Visual Art’s «VA Bunko». В отличие от первого издания, в новом были удалены все эротические сцены, и кроме того, Симидзу был подготовлен дополнительный том Kanojotachi no Kenkai (яп. 彼女たちの見解 Канодзётати но кэнкай, «Взгляды девушек»), посвящённый Саюри.
По сценарию компании Key были выпущены две манга-адаптации. В период с 2000 по 2002 год в журнале Dengeki Daioh издательства MediaWorks публиковалась работа мангаки Пэти Морисимы, главы которой были позже собраны в два танкобона и изданы под лейблом «Dengeki Comics». Из шести глав, составляющих эту мангу, четыре отведены под отдельные сюжетные арки героинь — Аю, Май, Сиори и Макото — и пересказывают сюжет визуального романа. Наюки, не получившая собственную сюжетную линию, является второстепенным персонажем, появляющимся в сценах с Юити. Главы Май, Сиори и Макото обрывают оригинальный сюжет, не доводя его до кульминации и развязки, в то время как адаптация сюжетной арки Аю, напротив, доведена до своего финала и служит эпилогом ко всей манге.
С 2006 по 2007 год в журнале Dragon Age Pure издательства Fujimi Shobo публиковалась другая адаптация визуального романа — Kanon: Honto no Omoi wa Egao no Mukougawa ni, проиллюстрированная Кинусой Симоцукой. Как и у предшественника, главы манги, коих было выпущено девять, были собраны в два танкобона, первый из которых был полностью посвящён истории Наюки вместе с финалом её сценария. Главы второго танкобона были разбиты по историям отдельных героинь, причём до развязки были доведены лишь арки Аю и Макото, а в остальных случаях были придуманы альтернативные концовки.
Помимо основных адаптаций, в издательствах Ichijinsha, Ohzora Publishing, Softgarage, Rapport и Enterbrain выпускались построенные на сеттинге и персонажах Kanon антологии манги и ёнкомы от различных авторов, в том числе и совместные с другими адаптациями визуальных романов Key.

## Аниме-адаптации

### Toei Animation (2002)

Эскизы Май Кавасуми и демонов, выполненные студией Toei Animation

На волне популярности визуального романа вслед за новеллизацией и адаптацией в формат манги компания Visual Art’s согласилась на предложение продюсера Дайсукэ Каваками об экранизации сюжета игры в виде сериала, рассчитанного на один телевизионный аниме-сезон. Для практической реализации этого проекта выбор Каваками пал на студию Toei Animation, до этого не работавшей с эроге в качестве первоисточника. Производство картины началось в 2001 году — на должность режиссёра был утверждён прежде не имевший опыта в такой должности Наоюки Ито, чьей прежней работой был дизайн персонажей в Grappler Baki: Maximum Tournament. Сценарий отдельных серий был поручен Рёте Ямагути и Макото Накамуре, руководство командой мультипликаторов — Юити Ониси.
Создатели будущего сериала сохранили оригинальный дизайн персонажей и объектов, единственным принципиальным отличием от работы Итару Хиноуэ стало отсутствовавшее в первоисточнике визуальное отображение демонов, на которых охотилась Май, в виде бесформенных монстров. Композиция сериала оказалась построена из компиляции элементов всех сюжетных арок визуального романа на основе сценария Аю и эпилога Наюки. Финальная серия представляла собой собственную историю, написанную Рётой Ямагути без опоры на оригинал. Музыкальное сопровождение было написано композитором Хироюки Кодзу, подготовившим как композиции собственного сочинения, так и аранжировки к трекам из игры.
Премьера сериала состоялась 31 января 2002 года на телеканалах Fuji Television и Kansai TV. Трансляции проходили в еженедельном режиме и продолжались до 28 марта того же года — всего было продемонстрировано 13 серий. Во время показа Kanon занимал тринадцатую строчку телевизионного рейтинга среди всех аниме-сериалов. В том же году с 1 апреля по 2 октября записи сериала были опубликованы на семи DVD-дисках в Японии, но международное издание сериала так и не состоялось. В марте 2003 года Такамити Ито была подготовлена и выпущена дополнительная OVA-серия, получившая название Kanon Kazahana и содержавшая себе экранизацию всех эпилогов девушек, которые не вошли в телевизионную версию сериала. 22 декабря 2004 года все серии были объединены и выпущены как отдельный DVD-сборник.

### Kyoto Animation (2006)

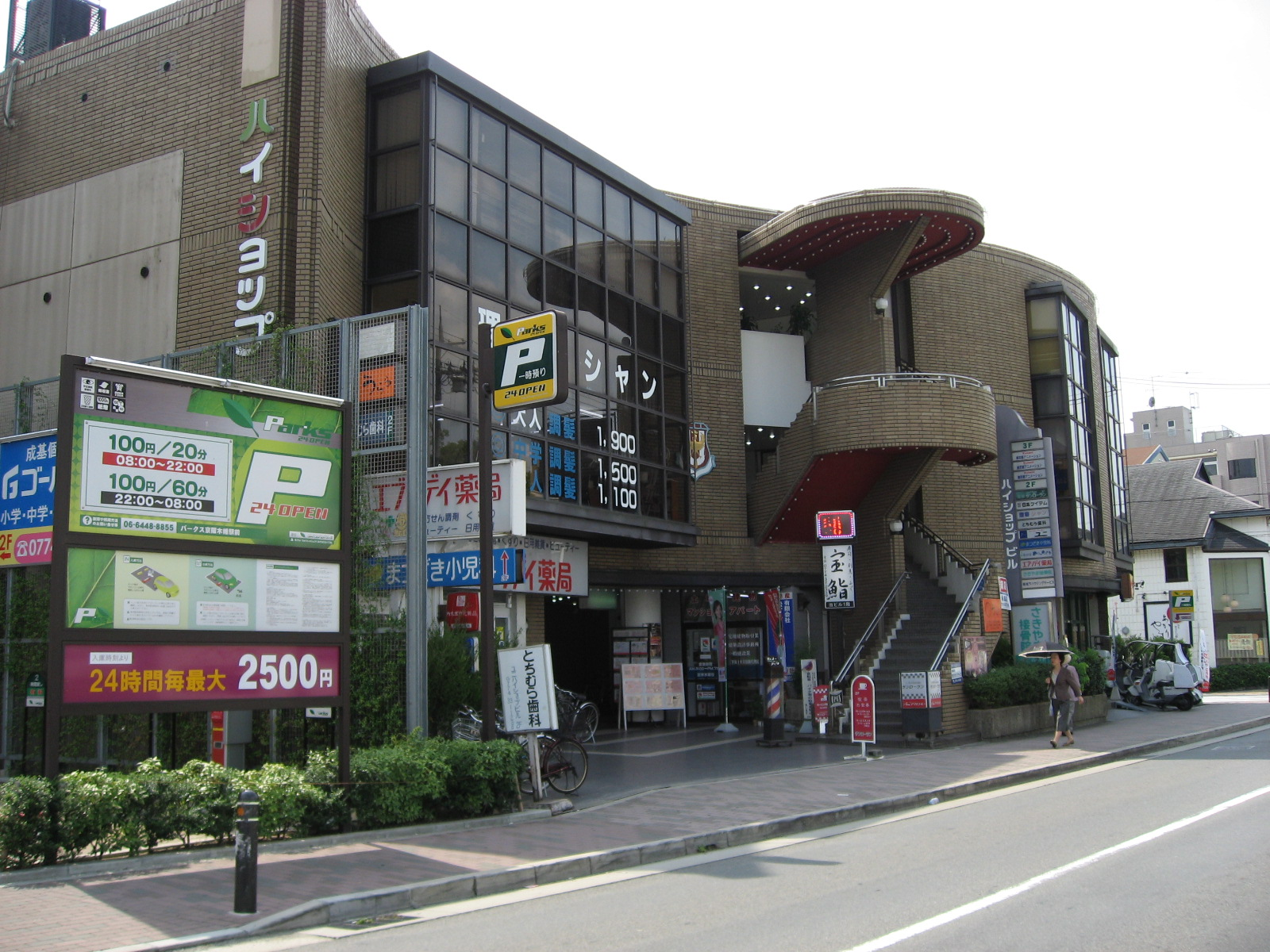
Здание главной студии Kyoto Animation

В 2004 году студия Kyoto Animation приступила к экранизации второго визуального романа компании Key — Air; результат увидел свет в январе 2005 года. Эта работа стала дебютной в должности режиссёра для Тацуи Исихары и получила положительные оценки за мультипликацию от критиков. В Visual Art’s решили продолжить сотрудничество с Kyoto Animation по производству аниме-адаптаций визуальных романов, и команда аниматоров приступила к первичному ознакомлению с последней на тот момент игрой Key — Clannad. Однако новым заданием от курировавших этот совместный проект продюсеров стала повторная экранизация Kanon, которую снова поручили Исихаре. Режиссёр решил сохранить команду, с которой ранее готовил Air: на должность сценариста вновь был утверждён Фумихико Симо, а руководство мультипликацией отвели Кадзуми Икэде.
Работая над концепцией будущей экранизации, Исихара понял, что не сможет довести сюжет до полноценных романтических линий оригинала, и запросил оценку ситуации от сценариста, который был знаком с игрой ещё с 1999 года. Симо поддержал мнение режиссёра, и они сосредоточились на проработке новых повседневных сцен. Это решение было продиктовано уверенностью режиссёра в том, что нет иного варианта связать воедино все пять сюжетных арок, и поэтому сценаристу была дана установка сделать романтические отношения главного героя более монотонными в сравнении с Air. Поскольку музыкальный термин «канон» означал сочетание повторяющегося во времени мотива, то Симо захотел написать сценарий именно по такой структуре, выстроив в последовательный ряд все сюжетные арки. При передаче сцен было решено максимально точно следовать игре в плане сюжета, сосредоточившись на проработке визуальных деталей для придания оригинальности экранизации, для чего проводилась сверка с текстом визуального романа. По этой же причине и для соответствия ожиданиям фанатов франшизы были сохранены речевые клише героинь, хотя Исихара считал, что подобные элементы могут неплохо смотреться в играх и манге, но не в аниме. Тем не менее Kyoto Animation рассматривало как целевую аудиторию сериала в том числе и новых зрителей, не знакомых с первоисточником и ранними адаптациями.
В ходе проработки поведения персонажей Исихара решил уменьшить комические действия Юити, как, например, целенаправленное желание принять ванну с Макото (оно было заменено случайной ситуацией), с целью отойти от характерных сюжетных ходов эроге. Характер Аю был противопоставлен Наюки, где первой из них отвели типаж маленькой девочки, а второй — взрослой и одинокой «подруги детства». Макото была отображена в шаблоне цундэрэ, Сиори — младшей сестры, а Май — кудэрэ, чьё поведение раскрывалось по ходу фабулы. Дополнительный поиск новых черт характера героинь был осложнён необходимостью соответствия рамкам жанра гарем, чтобы все пять девушек в итоге влюбились бы в Юити.
Симо старался экспериментировать в рамках дозволенного Исихарой, изменяя место действия отдельных сцен и их смысл при сохранении диалоговой части. Длительная дискуссия с режиссёром возникла при утверждении порядка вставок в итоговый сценарий частей сюжетных арок: Макото и Сиори не решались ставить первыми, поскольку создатели боялись, что сложившаяся печальная концовка их историй сразу же создала бы пессимистическую атмосферу сериала, растянувшуюся до финальной серии. В итоге первой историей стала именно арка Макото, а последней было решено сделать эпилог Наюки, завершавшийся на положительной ноте, однако, по мнению Симо, кульминация линии этой героини пострадала из-за отсутствия к концу работ у персонала Kyoto Animation новых идей по сюжетным ходам.
В качестве музыкального сопровождения выбор режиссёра пал на оригинальные композиции визуального романа, которые, на его взгляд, хорошо подходили повседневным сценам. По словам Исихары, требования Key к визуальной составляющей нового сериала ужесточились по сравнению с предыдущей работой, которую режиссёр намеревался превзойти в качестве мультипликации. Фоновые рисунки выполнялись с целью показать сеттинг Kanon как своеобразную «снежную страну». Группа руководителя анимации Кадзуми Икэды, в отличие от остальной команды, работавшей над сериалом в Киото, располагалась в Осаке и поддерживала связь с руководством по телефону и факсу. Перед началом работ Икэда потребовала от режиссёра дополнительных разъяснений об образах каждого из героев и только после долгих консультаций начала работу над их визуальными образами. Помимо оригинальных костюмов, было решено увеличить количество возможных вариантов одежды персонажей. Как и в случае адаптации Air, Икэда при проработке дизайна героинь исходила из необходимости передать моэ-стилистику спрайтов первоисточника, однако испытывала определённые трудности из-за желания придать им большую женственность. Кроме этого, трудности возникли с выбором размеров глаз и причёской некоторых героинь, поскольку иллюстратор хотела сделать их более реалистичными, чем в игре.
Исихара решил попытаться сохранить состав сэйю, участвовавших в создании прочих адаптаций, — единственным изменением стала роль главного героя, на которую был отобран Томокадзу Сугита. Режиссёр решил не выдавать актёрам дополнительных инструкций к озвучиванию, поскольку был уверен, что они уже хорошо успели понять образы собственных персонажей. Сугита же получил указание отыграть «спокойного героя, в котором всё ещё была бы видна молодость». По словам актёра, он старался не делать разницу в интонациях при общении с различными женскими персонажами, из-за чего, по его мнению, эмоционально пострадали сцены с мужскими и взрослыми героями. Исполнительница роли Аю — Юи Хориэ — отметила, что по сравнению с предыдущими работами в этом образе во второй части сезона речь героини отличалась высоким темпом, который актриса с трудом поддерживала. Маюми Иидзука, в свою очередь, подчеркнула, что в новой экранизации Макото вышла более эмоциональной, что также потребовало от неё усилий при озвучивании.
Первый анонс будущей адаптации состоялся в марте 2006 года, в конце августа был издан DVD-тизер Kanon Prelude, а подготовка к выпуску была закончена уже осенью того же года. По словам Исихары, в тот момент он чувствовал в себе сильную усталость от напряжения и того, что в финальную версию аниме вошли сцены, содержавшие в себе ошибки, не исправленные из-за отставания по срокам. Вскоре Kyoto Animation приступила к адаптации Clannad, а сам сериал появился на телеэкранах 5 октября 2006 года на токийском канале BS-i. Показ экранизации, состоявшей из 24 серий, завершился 15 марта 2007 года, и, согласно журналу Newtype, Kanon завершил его на девятом месте в сводном рейтинге популярности аниме, транслировавшихся на тот момент. С началом 2007 года ещё во время трансляции по телевидению стартовала продажа записей серий на DVD-носителях, продолжавшаяся по 1 августа. Всего за этот период было издано 8 дисков, каждый из которых содержал по три серии картины. Эти DVD регулярно входили в рейтинг наиболее продаваемой на тот момент аниме-продукции — наивысшей позицией стало первое место по продажам, достигнутое в первой декаде апреля.
За пределами Японии сериал был лицензирован в Китайской Республике компанией Proware Multimedia International, в Северной Америке — ADV Films, а также в Австралии и Новой Зеландии — Madman Entertainment. В июле 2008 года, после выпуска первых пяти DVD-дисков, ADV Films исключила Kanon из перечня готовящейся к публикации продукции и перепродала права на дальнейшее издание компании Funimation, которая и завершила публикацию в октябре того же года.

## Музыка и радиопостановки
Первый сборник музыкальных композиций anemoscope был выпущен в качестве бонусного материала к ограниченному изданию визуального романа. Данный альбом был составлен из основных треков игры, которые включали в себя как мелодии общих сцен, так и лейтмотивы отдельных героинь в обработке I’ve Sound. Кроме того, в него были включены открывающая и закрывающие композиции — «Last regrets» и «Kaze no Tadoritsuku Basho» в исполнении певицы Аяны. 23 ноября 1999 года эти песни вместе со своими инструментальными версиями составили основу синглового альбома Last regrets / Place of wind which arrives, который распространялся также на зимнем Комикете того года.
В период с 29 сентября 2000 по 27 апреля 2001 года на пяти дисках была выпущена радиопостановка Kanon, сюжет которой охватывал все пять сюжетных арок героинь, истории каждой из которых было отведено по одному диску. С декабря 2001 по май 2002 года вновь на пяти носителях была опубликована радиопостановка, составленная уже из историй отдельных авторов в виде антологии. К выпуску визуального романа на платформе Dreamcast компанией Movic была подготовлена тематическая радиопередача Kanon: The Snow Talk Memories Yuki Furu Machi no Monogatari с сэйю Томоко Каваками (Саюри Курата) и Юкари Тамурой (Май Кавасуми). Всего с 6 октября по 29 декабря 2000 года было произведено 13 выпусков передачи. В следующем году производилось вещание передачи Minase-san Chi, в которой роли ведущих достались Ацуси Кисаити (Юити Айдзава) и Юко Минагути (Акико Минасэ). В 2003 году записи этой постановки, которая состояла из 53 выпусков, были изданы на пяти компакт-дисках.
К зимнему Комикету 2001 года Key выпустила новый альбом музыкальных композиций Recollections, в котором были представлены треки, ранее изданные в anemoscope, получившие новую аранжировку, а также бонусы из синглового альбома Last regrets / Place of wind which arrives. Эта работа стала третьим альбомом для созданной на базе компании Key звукозаписывающей компании — Key Sounds Label. Полное собрание всех композиций игры было выпущено в альбоме Kanon Original Soundtrack 25 октября 2002 года. В 2003 году этот же лейбл выпустил альбом Re-feel, содержавший композиции визуальных романов Kanon и Air в фортепианной аранжировке.
Музыкальное сопровождение аниме-сериала от студии Toei Animation было издано в виде двух альбомов TV Animation Edition Kanon Soundtrack, для которых наивысшими позициями в японском чарте Oricon стали 98 и 53 место соответственно. Открывающая и закрывающая композиции сериала — «Florescence» и «Flower» — на музыку Кодзи Уэно были исполнены певицей Михо Фудзиварой, а после также изданы в качестве синглов. В 2003 году Кодзи Уэно подготовил отдельный альбом Orgel de Kiku Sakuhin Shuu, составленный из аранжированных им композиций этого же сериала. Как и прочие альбомы, связанные с сериалом от Toei Animation, он был издан лейблом Movic. Для адаптации Kyoto Animation в качестве открывающей и закрывающей композиций были использованы оригинальные «Last regrets» и «Kaze no Tadoritsuku Basho», но в 16-ю серию была добавлена версия «Last regrets (X'mas floor style)» в исполнении Эйко Симамии, которая ранее была издана в сборнике песен из визуальных романов Regret в 1999 году. Две главные тематические песни составили сингловый альбом Last regrets/Kaze no Tadoritsuku Basho от лейбла Key Sounds Label.
| №                   | Название                                                         | Автор(ы)            | Длительность |
| ------------------- | ---------------------------------------------------------------- | ------------------- | ------------ |
| 1.                  | «pure snows»                                                     | Синдзи Орито        | 4:22         |
| 2.                  | «Last regrets» (в исполнении Аяны)                               | Дзюн Маэда          | 6:11         |
| 3.                  | «Shoujo no Ori» (少女の檻)                                       | OdiakeS             | 3:10         |
| 4.                  | «Kaze o Matta Hi» (風を待った日)                                 | Синдзи Орито        | 5:45         |
| 5.                  | «Yuki no Shoujo» (雪の少女)                                      | Синдзи Орито        | 3:41         |
| 6.                  | «Toudo Kougen» (凍土高原)                                        | Синдзи Орито        | 3:59         |
| 7.                  | «Hidamari no Machi» (日溜りの街)                                 | Синдзи Орито        | 5:47         |
| 8.                  | «the fox and the grapes»                                         | OdiakeS             | 4:15         |
| 9.                  | «Kigi no Koe to Hibi no Zawameki» (木々の声と日々のざわめき)     | Синдзи Орито        | 3:35         |
| 10.                 | «Egao no Mukougawa ni» (笑顔の向こう側に)                        | Синдзи Орито        | 3:12         |
| 11.                 | «Umaretate no Kaze» (生まれたての風)                             | Синдзи Орито        | 4:39         |
| 12.                 | «Kaze no Tadoritsuku Basho» (風の辿り着く場所 в исполнении Аяны) | Синдзи Орито        | 6:08         |
| Общая длительность: | Общая длительность:                                              | Общая длительность: | 54:47        |

## Критика

### Жанр
Kanon стал одним из первых представителей особого поджанра визуальных романов — накигэ (яп. 泣きゲー Накигэ:, букв. «плачущая игра»), нацеленного на достижение игроком чувства сильного сопереживания персонажам и способного довести его до слёз. По мнению исследователя эроге Сатоси Тодомэ, Kanon продолжил следовать принципам построения сюжета накигэ, начатыми будущими сотрудниками компании Key ещё во время работы над One: Kagayaku Kisetsu e, и благодаря популярности повлёк за собой серьёзную перестройку всего рынка визуальных романов, усилившуюся с выходом следующей работы по сценарию Дзюна Маэды — Air — в 2000 году. В 2008 году Kanon занял пятое место в рейтинге игр, сюжет которых может вызвать слёзы, по версии портала Dengeki Online. Журнал Famitsu поставил версии игры для всех возрастов оценку 29 из 40.
При оценке сюжета игры и аниме-адаптаций западные критики также указывали на трагичность историй героинь и отмечали, что в фанатской среде работа получила прозвище «грустные девушки в снегу». При этом, на взгляд некоторых обозревателей, сам драматический элемент был подан таким образом, чтобы зритель мог лучше воспринять и светлые моменты, а сюжетные повороты не выглядели «эмоциональным вымогательством» и «трагедией ради трагедии», были основаны преимущественно на предысториях персонажей и требовали от них жёстких решений. Также указывалось отсутствие рефлексии у главных героев о возможном уходе от ответственности за развитие событий. Однако Терон Мартин из Anime News Network отметил принципиальную однотипность развития всех сценариев девушек.
По причине принадлежности игры к эроге обозревателями к числу её жанров был добавлен гарем, однако при этом делалась оговорка, что по ряду причин имелись нетипичные для таких игр отклонения от клише. Критик Mania.com Криса Беверидж подчёркивал, что, в отличие от других гаремных сюжетов, зрителю легко было понять причины, по которым девушкам нравится главный герой. Грег Смит из The Fandom Post объяснял это тем, что Юити «не выглядит слабым, не боится собственной тени, у него не идёт носом кровь от вида голой девушки», а также «является наиболее ярким персонажем» произведения, затмевая характером девушек за счёт своей самодостаточности и саркастичности. Различными рецензентами подчёркивалось, что фокус истории сосредоточен на главном герое, а не на женских персонажах, и именно он способствует развитию и раскрытию характера героинь. Также отмечалось практически полное отсутствие этти-элементов, за исключением интимных сцен, которые также не оказывали влияния на общий сюжет. Завязка же истории была выполнена по «заезженному сценарию» о переезде в другой город. При оценке женских персонажей Терон Мартин в своей рецензии выделил, что хотя в Kanon и был представлен типичный для гарема «выбор девушек на любой вкус», сами по себе они оказались прописаны значительно лучше, чем в Shuffle!, что позволило истории «красиво развиваться и без пошлости сближать героинь с Юити», несмотря на изначальное отсутствие заинтересованности со стороны некоторых из них.
Рецензентами отмечалось, что появление элементов сверхъестественного было неожиданным по ходу фабулы, однако не выглядело неуместным и даже подчёркивало эмоциональность историй героинь. Обозреватель The Fandom Post Марк Томас охарактеризовал такой шаг как черты магического реализма и подчеркнул удачность их сочетания с юмором, драмой и романтикой, которые могли бы заинтересовать широкую и разноплановую аудиторию и в итоге разнообразили типичное для повседневного жанра действо. На взгляд Криса Бевериджа, единственным исключением в этом плане стала история Май, которая подошла к границе правдоподобия, но в сравнении с Макото и Аю выглядела слабее. Рецензент DVDTalk и вовсе был удивлён отсутствием попыток расследования причин мистических происшествий, которые без проблем принимались героями на веру.

### Сюжет и персонажи
Центральным элементом сюжета, по мнению обозревателей, являлась драма, происходящая с персонажами, по ходу которой происходило раскрытие их предысторий. Согласно Марку Томасу, Kanon легко находил эмоциональный отклик у зрителей по ходу повествования. Также он констатировал, что комедийные сцены базировались не на физическом взаимодействии героев, а отталкивались от характеров персонажей и проявлялись только в диалогах, что делало их поведение похожим на настоящих старшеклассников, а не характерных для аниме-индустрии клише. При этом отмечалось, что длительное время в арках отсутствовал конфликт и превалировала атмосфера повседневности вместо развития фабулы. Музыкальное сопровождение работы было признано удачно подчёркивающим размеренное течение истории.
Мнения рецензентов в оценке эмоциональности отдельных сценариев девушек разделились. Так, Грег Смит счёл наиболее удачными в этом плане арки Аю и Наюки, являвшиеся ядром всей истории вместе с Юити. Крис Беверидж признался, что поначалу считал наиболее слабой историю Макото, добавлявшей в общий сюжет тоску и слабую интригу на протяжении большей части собственной арки, которая, однако, оказалась очень эмоциональной в финале. Сиори, на его взгляд, также отличала долгая экспозиция, а сама драма стала хоть и интересной, но скоротечной. Эпилог Наюки Беверидж признал слабейшим из всех по причине использования сценаристами сюжетного хода с аварией, не вытекавшего из предшествующих событий. Это же косвенно подтвердили и другие рецензенты, отметив, что драма и финалы разных девушек неравнозначны друг другу, а поведение героев в них не всегда соответствовало их реальному возрасту.

### Элементы моэ
Использованный в Kanon дизайн персонажей был встречен многочисленными нареканиями обозревателей. В рецензии для портала THEM Anime Джереми Бирд высказал, что такая стилистика «ультра-каваий» снижала ощущение драматизма работы, поскольку персонажи выглядели «словно восьмилетки, которым впору интересоваться конфетами, а не романтикой». По этой причине многие критики отметили, что этот аспект может стать неприемлемым для значительной части аудитории. Тем не менее подчёркивалось, что в 1999 году для японских фанатов изображения женских героинь со сверхразмерными причёсками, огромными глазами, очень маленьким ртом и широкими лицами выглядели совершенно нормальными и были одним из проявлений моэ-стилистики, которая в 2010-х стала предметом насмешек.
Также отмечалась неуместность речевых клише, применение которых носило ультимативный характер. Это объяснялось Тероном Мартином как попытка введения в каждую сцену фансервиса, основанного на моэ-элементах.

### Аниме-адаптация 2002 года
Джереми Бирд в рецензии на адаптацию студии Toei Animation охарактеризовал сериал как «не хорошую, но и не плохую экранизацию эроге». По его мнению, концовки сюжетных арок оказались менее трагичными, нежели в оригинале, однако Наоюки Ито удалось сохранить общий трагизм атмосферы первоисточника. Тем не менее развитие отношений между персонажами было признано Бирдом чересчур быстрым, а второстепенным героям, по мнению критика, уделялось слишком малое внимание. Рецензент посчитал, что было бы лучше, если бы сценарий был сфокусирован на меньшем числе главных героинь, что дало бы зрителю возможность качественнее прочувствовать эмоциональность кульминаций сюжетных арок, которые в сериале шли одна за другой с перерывом в две-три серии. В числе положительных моментов обозреватель отметил точную передачу дизайна персонажей и хорошо выполненный визуальный ряд, отдельно остановившись на фоновых изображениях, которые, по его мнению, удачно передавали атмосферу зимы.

### Аниме-адаптация 2006 года
Вышедшая в 2007 году адаптация Kyoto Animation получила средние оценки критиков, проводивших сравнение картины с предыдущими работами студии — сериалами «Меланхолия Харухи Судзумии» и Air. Ещё на стадии предварительного просмотра сериала Карло Сантос из Anime News Network отметил близость характера Юити и его поведения к главному герою «Меланхолии Харухи Судзумии» Кёну, а также охарактеризовал стиль всех женских персонажей как очень напоминающий Микуру Асахину из того же произведения. Схожего мнения придерживались и другие рецензенты. По сравнению с Air было подчёркнуто, что Тацуе Исихаре удалось экранизировать одновременно все сюжетные арки, сделать юмор над девушками более забавным и существенно улучшить визуальную часть.
Сюжет адаптации, по мнению критиков, отличался слабой собственно романтической частью, а экспозиция была признана затянутой, хотя и недостаточно полной в отношении ряда героинь. На взгляд Терона Мартина, работе не удалось аккуратно состыковать отдельные истории девушек в единый сюжет, поскольку ощущалось игнорирование некоторых героинь, незадействованных в конкретных арках, а интервал между отдельными историями оказывался слишком малым. Эту причину Мартин выделил как основную, по которой сериал нельзя было причислить к ряду «лучших».
Визуальная часть работы, напротив, получила преимущественно положительные отзывы, в которых подчёркивались удачная передача сцен снегопада, хороший выбор цветовой гаммы и плавность анимации. Однако отмечалось наличие некоторых дефектов на фоновых изображениях, что тем не менее не влияло на общее восприятие сериала. Несмотря на оговорки, дизайн персонажей также получил положительные отзывы, где указывалось, что он был улучшен в сравнении с оригинальной игрой.
В совокупности адаптация Kyoto Animation была признана значительно превосходящей во всех аспектах версию Toei Animation, существование которой, на взгляд Грега Смита, было полностью забыто фанатами уже спустя десятилетие. Обозреватели подчёркивали, что полностью работу смогут оценить лишь зрители, лишённые цинизма и спокойно относящиеся к моэ-дизайну персонажей, что, по мнению Терона Мартина, сделало Kanon абсолютной противоположностью в эмоциональном плане сериалу «Гуррен-Лаганн». Грег Смит высказал, что, на его взгляд, эта экранизация стала лучшей на момент выпуска адаптацией визуальных романов, но уже вскоре уступила пальму первенства следующей работе Исихары — Clannad.